# Wichert Akkerman
Wichert Akkerman és un programador de computadores neerlandès, conegut per les seves contribucions a Debian, dpkg, Plone i strace.
Va ser triat per dos mandats com el líder del Projecte Debian i va servir des del gener de 1999 a març de 2001. El va succeir en aquest rol Ben Collins. També ha exercit com a secretari de Programari en l'Interés Públic.
Actualment viu en Leiden, Països Baixos.